# Yūta Hiraoka
Yūta Hiraoka (平岡 祐太 Hiraoka Yūta?,  Hiroshima, Prefectura de Hiroshima, 1 de septiembre de 1984) es un actor japonés.

## Biografía
Hiraoka nació el 1 de septiembre de 1984 en la ciudad de Hiroshima, pero creció en la prefectura de Yamaguchi. Tiene tres hermanos, dos de ellos son gemelos. Formó parte del equipo de fútbol en Hiroshima, antes de mudarse nuevamente. Sus especialidades son tocar la guitarra y el piano, componer y el fútbol, mientras que sus aficiones son ver películas y escuchar música. Tiene una licienciatura en golf.

## Filmografía

### Dramas
- Lion Sensei (2003)
- Medaka (2004)
- P&G Pantene Drama Special (2005)
- Division 1 (2005)
- Tokyo Friends (2005)
- Water Boys 2005 Natsu (2005)
- Kiken na Aneki (2005)
- Honto ni Atta Kowai Hanashi (2006)
- Message (2006)
- Kakure Karakuri (2006)
- Tatta Hitotsu no Koi (2006)
- Tokyo Tower (2007)
- Ai no Rukeichi (2007)
- Proposal Daisakusen (2007)
- First Kiss (2007)
- Daisuki!! (2008)
- Proposal Daisakusen SP (2008)
- Average (2008)
- Kiseki no Dobutsuen 2008  (2008)
- Monster Parent (2008)
- The Naminori Restaurant (2008)
- Average 2 (2008)
- Akuma no Temari Uta (2009)
- Kiina (2009)
- GodHand Teru (2009)
- Hataraku Gon! (2009)
- Sakuya Konohana (2010)
- Ryōmaden (2010)
- Vampire Heaven (2013)
- Specialist 1 (2013)
- Andō Lloyd: A.I. knows Love? (2013)
- Specialist 2 (2013)
- Once Upon a Time in Beitou (2014)
- Hanasaki Mai ga Damatte Inai (2014)
- Kazoku Gari (2014)
- Time Spiral (2014)
- Dear Sister (2014)
- Matching Love (2014)
- Specialist 3 (2015)
- Specialist (2016)[1]
- Attack on Titan: Counter Rockets (2015)[2]
- Teddy Go! (2015)[3]
- Specialist 4 (2015)
- Specialist (2016)[4]
- Beppinsan (2016)
- The Single Teacher Miss Hayako (2017)
- Tokyo Tarareba Girls (2017)
- Kensho Sousa (2017)
- New Mitsuhiko Asami Series (2017 - )
- Funohan (2018)[5]
- Holiday Love (2018)
- Tokumei Keiji Kakuho No Onna (2018)
- Koujin (2018)[6]
- Hanzai No Kaisou (2018)
- Keishicho Zero Gakari: Third Season (2018)
- Maji de Koukai Shitemasu: Second Season (2018)
- Yotsuba Ginko Harashima Hiromi ga mono mosu! - Kono Hito ni Kakero (2019)
- Onna no Kigen no Naoshi Kata (2019)[7]
- The Woman of S.R.I. Season 19 (2019)
- In Hand (2019)
- Babysitter Gin (2019)

### Películas
- Swing Girls (2004)
- Ima, Ai ni Yukimasu (2004)
- Nana (2005)
- Itsuka Nami no Kanata ni (2005)
- Check It Out, Yo! (2006)
- Trick: The Movie 2 (2006)
- Tokyo Friends: The Movie (2006)
- Shichigatsu Nijūyokka Dōri no Christmas (2007)
- Boku wa Imōto ni Koi o Suru (2007)
- Kōfukuna Shokutaku (2007)
- Uni Senbei (2007)
- Subaru (2009)
- Orion in Midsummer (2009)
- Neck (2010)
- Shiawase no Pan (2012)
- It's a Beautiful Life - Irodori (2012)
- Kids Return: Saikai no toki (2013)
- The Formula of LOVE and tone-deaf (2014)
- Enishi: The Bride of Izumo (2016)
- L (2016)
- Onna no Kigen no Naoshi Kata(2019)

## Comerciales
- Aeon (2007)